# 王弘 (六朝)
王弘（379年—432年），字休元，琅邪臨沂（今山東臨沂）人。東晉末官員，亦是劉宋的開國功臣，在劉宋官至太保。東晉丞相王導曾孫，衞將軍、東亭侯王珣之子。

## 生平
王弘少時好学，与當時的尚书仆射谢混友善，以清靜恬適聞名。王弘二十歲成年後任會稽王司馬道子的驃騎主簿。當時農業受阻，雜役頻繁，故王弘建議實行屯田。隆安四年（400年），王弘父王珣去世後不久，司馬元顯就以其為自己的諮議參軍，加寧遠將軍，知記室事，但王弘辭讓。後司馬道子又用其為諮議參軍，加建威將軍，領中兵，王弘亦都拒絕受命。當時司馬道子正與桓玄相爭，又有孫恩之亂，內憂外患下，很多人都不能完成喪期，但王弘就始終堅持。元興元年（402年），桓玄率兵攻下建康，收捕司馬道子到廷尉議罪，當時眾官員都因恐懼而不敢送他，但尚在喪期的王弘卻在路邊拜送，更攀扶在道子車上哭泣，此舉得當時人稱許。
元興三年（404年），劉裕起義兵擊敗篡位的桓玄，攻陷建康，升鎮軍將軍，召王弘补镇军咨议参军，封华容县五等侯，歷官琅邪王大司马从事中郎、宁远将军、琅邪内史、尚書吏部郎中、豫章相。義熙六年（410年），徐道覆進攻南康、廬陵及豫章三郡，王弘於是出奔尋陽（今江西九江市）。後劉裕再命其為中軍諮議參軍，後歷大司馬右長史及吳國內史。義熙十一年（415年），劉裕徵王弘為太尉長史，後又轉左長史，並於次年（416年）隨劉裕出發北伐。義熙十三年（417年），北伐前鋒攻陷洛陽，劉裕派王弘隨使者回朝，要朝廷給他九錫。至義熙十四年（418年）劉裕班師彭城（今江蘇徐州市），王弘領彭城太守。劉裕班師同年受封宋公，受九錫，又加王弘尚書僕射，領選。不久又遷監江州豫州之西陽新蔡二郡諸軍事、撫軍將軍、江州刺史。王弘在江州減省賦稅及力役，安定當地人民。
永初元年（420年），劉裕篡晉，建立劉宋，加王弘散騎常侍，更因其是佐命元勳，封華容縣公。永初三年（422年）正月，王弘進衞將軍、開府儀同三司。
景平二年（424年），司空徐羨之等人圖謀廢黜宋少帝，召了王弘及檀道濟入朝告知。同年廢宋少帝為營陽王，改立宋文帝劉義隆為帝。宋文帝即位後為安社稷，以王弘為司空，但王弘辭讓下，改加使持節、侍中、改都督江州豫州之西陽新蔡二郡諸軍事、江州刺史、開府儀同三司，進車騎將軍。
元嘉三年（426年）正月，宋文帝誅殺主導廢立的徐羨之及傅亮，當時王弘既非廢廢立主事者，其弟王曇首亦很得宋文帝寵信，故此在行事以前就已獲通知。事後王弘被徵召入朝為侍中、司徒、揚州刺史，錄尚書，更得賜班劍三十人的禮遇。不久宋文帝親征另一主導廢立的荊州刺史謝晦，王弘就與彭城王劉義康留守。
元嘉五年（428年），王弘以大旱為由引咎求退，時平陸令成粲寫書建議王弘減少權力，並推時為荊州刺史的劉義康入朝主政，以求安身長壽，名垂萬代。范泰亦因王弘兄弟權重朝廷，曾建議王弘藉徵劉義康入朝，共參朝政，削減權勢。宋文帝原本不允，但在王弘堅持下降為衞將軍、開府儀同三司。次年（429年）正月又上表薦劉義康，終令劉義康入朝接替自己任司徒，共錄尚書。
王弘深愔治國之策，留心庶事，考慮當時需要的，所作每每都顯得寛和公允。當時士人犯罪都會有很多上訴，產生寛貸則枉法，依例則士人有怨的情況；又以當時監守自盜者偷五匹布、平常偷竊者偷四十匹布都要處死是過重，於是建議修改為監守者偷十匹、平常偷竊者偷五十匹才處死，四十匹則是發配去做兵役而已。又認為這刑罰不應分士庶，庶人小吏偷竊可能只是無知而一時貪心，或由於輕怠而犯錯，所以將稍稍提升贓物數量以寛饒其命，但作為高官的士人以身試江，亂了法紀以取利，偷了五匹才判死則已經是寛大了，不必憐憫。王弘又曾上奏修改十三歲服半役，十六服全役的制度，以當時四方無事，且平民苦於力役，已經在想辦法逃避，建議將半丁年齡升至十五及十六，全丁年齡升至十七。宋文帝都同意王弘的建議。
後王弘因病而屢請告老，都不被允許，至元嘉九年（432年）三月進位太保，本官加領中書監。王弘於同年五月壬申（7月12日）去世，享年五十四歲，獲賜諡號文昭，以本官加贈，並給節，加羽葆鼓吹，及加班劍至六十人，更得在劉裕廟廷祭祀的禮遇。同年宋文帝又下詔增王弘食邑一千，賜其家一百萬錢，一千斛米。

## 性格特徵
- 其父王珣愛儲積財寶而財物都散布在民間。王弘在其父去世後將那些散布在外的財寶的憑證都燒掉了，不再打算收回了，又將餘下家產留給其他弟弟管理。後來王弘雖然在劉宋位高權重，但都不去理財，至死後家中都無產業，故宋文帝曾下詔稱：「聞王太保家便已匱乏，清約之美，同規古人。言念始終，情增悽歎。可賜錢百萬，米千斛。」
- 一次劉裕與大臣宴會，對眾人說：「我本來只是平民，沒想過能有今天。」傅亮等人當時就想寫一篇辭去稱訟劉裕，而王弘很直率就說：「這就是天命，求不到，也推卻不了。」當時人都稱他說話簡要而且完備。
- 王弘聰明機敏而且有才思，在當時甚有民望，故何時何刻都會遵守禮法，由此其一舉一動，書信禮儀都得後人模仿。而那些輕率不莊、心胸狹隘、違逆人心的人都會被王弘當面斥責。不過他年輕時曾經在公城子野家中賭博，當權後就有一個人來求個縣官，言辭急切。王弘知這人曾經因為賭博獲罪，故特意詰問他：「你會在賭博中賺錢，還要做官的俸祿做甚麼！」誰知那人答：「不知公城子野在哪呢？」王弘無言以對。

## 家庭

### 祖父
- 王洽，東晉中領軍

### 父親
- 王珣，東晉衞將軍。

### 子女
- 王錫，嗣爵，官至江夏內史。
- 王僧達，王弘幼子，娶劉義慶女，官至中書令。因不禮待路太后親族路瓊之而對被其怨恨。後因高闍作亂之事被誣而遭賜死。

## 延伸阅读
[在维基数据编辑]
 《宋書·卷42》，出自沈约《宋书》
 《南史·卷21》，出自李延壽《南史》